# ビロウ
ビロウ（蒲葵、枇榔、檳榔、学名: Livistona chinensis）は、ヤシ科の常緑高木。別名はホキ（蒲葵の音）、クバ（沖縄県）など。古名はアヂマサ。中国名は、扇葉蒲葵（別名：蒲葵）。東アジアの亜熱帯や海岸近くに生え、街路樹や公園樹に利用される。
ビロウの名はビンロウ（檳榔）と混同されたものと思われるが、ビンロウとは別種である。
葉は直径1 - 2メートル (m) で掌状に広がって深く裂ける。ワシントンヤシにも似るが、葉先が細かく裂けて垂れ下がるのが特徴である。葉柄には2列にトゲがある。花期は4 - 5月頃。花は黄緑色で小さく、独特の臭気がある。

## 分布と生育環境
東アジアの亜熱帯の海岸付近に自生する。分布地は中国大陸南部、台湾、日本の南西諸島・小笠原諸島・九州南部・四国南部である。九州での自生地は鹿児島県、宮崎県が主で、次が長崎県の五島列島・阿値賀島（平戸）・田平（九州本島最北自生地）。北限は福岡県宗像市の沖ノ島とされるが、福岡県のものは江戸時代以降に平戸から移植されたことが調査で判明している。
大東島に生育する変種にダイトウビロウ（学名: Livistona chinensis ver. amanoi）がある。近縁種に小笠原諸島特産のオガサワラビロウ（学名: Livistona boninensis）があり、やや大形になる。

## 利用
沖縄県などでは庭木・街路樹に用いるほか、葉は扇や笠などの細工物、泡盛の瓶の保護、装飾等に利用し、また若芽を食用にする。沖縄市の市の木である。乾燥させたビロウの葉で編んだ琉球諸島のクバ笠は、風通しが良いうえに撥水性があり、漁師や畑仕事をする人に重宝された。かつては用途や島々によって形が異なっていた。2018年時点でも沖縄本島で製作されている。

## ギャラリー
- 街路樹として利用
（沖縄県石垣市）
- クバ笠
（熱帯ドリームセンター展示）
- クバ扇
（熱帯ドリームセンター展示）

## 文献初出
ビロウの古名「アヂマサ」の文献初出は、『古事記』下巻「大雀命(仁徳天皇)」条の次の天皇御製歌である。
淤志弖流夜。那爾波能佐岐用。伊傳多知弖。和賀久邇美禮婆。阿波志摩。淤能碁呂志摩。阿遲摩佐能。志麻母美由。佐氣都志摩美由。
おしてるや、なにはのさきよ、いでたちて、わがくにみれば、あはしま、おのごろしま、あぢまさの、しまもみゆ、さけつしまみゆ。

## 地名
ビロウにちなむ地名として、枇榔島（宮崎県門川町、鹿児島県の志布志市と南大隅町）、蒲葵島（高知県大月町）などがある。

### 朝廷とのかかわり
平安時代の王朝、天皇制においては松竹梅よりも、何よりも神聖視された植物で、公卿（上級貴族）に許された檳榔毛（びろうげ）の車の屋根材にも用いられた。天皇の代替わり式の性質を持つ大嘗祭においては現在でも天皇が禊を行う百子帳（ひゃくしちょう）の屋根材として用いられている。

### 民俗学的視点
民俗学者の折口信夫はビロウに扇の原型を見ており、その文化的意味は大きい。扇は風に関する呪具（magic tool）であったとする。民俗学者谷川健一は、奄美・沖縄の御嶽には広くビロウ（クバ）が植えられておりビロウの木の下が拝所である事、ビロウから採取できる資材がかつて南島人の貴重な生活資材となっていた事を指摘している。